# Christopher al II-lea al Danemarcei
Christopher al II-lea (n. 29 septembrie 1276 – d. 2 august 1332, Sorø, regiunea Sjælland, Danemarca) a fost regele Danemarcei din 1320 până în 1326 și din nou din 1329 până la moartea sa. El a fost fiul lui Eric al V-lea al Danemarcei.
În ciuda semnării Cartei, regele Christopher a guvernat ca și cum acesta nu exista. Din moment ce el nu putea impozita biserica sau pe nobilii danezi, el a perceput taxe dezastroase pe teritoriile germane și pentru țărani.
Christopher a încercat să-și consolideze poziția prin revigorarea politicii de război a lui Eric împotriva ducatelor, județelor și orașelor din nordul Germaniei. Acest lucru a dus la noi credite ipotecare și impozite și foarte curând a intrat în conflict atât cu biserica cât și cu magnații. În timpul unei rebeliuni în 1326, el a fost răsturnat de a alianță între magnații danezi,  Contele Gerhard al III-lea și Contele Johann I de Holstein-Kiel. Christopher a fost forțat să abdice și a fost exilat, în timp ce ducele Valdemar de Southern în vârstă de 12 ani, a fost făcut rege al Danemarcei, sub regența Contelui Gerhard. 
Până în 1329 Christopher trăit în exil, însă haosul în creștere în republica magnaților din Danemarca și fricțiunile dintre Gerhard și vărul său Contele Johan de Plön, fratele vitreg al lui Christopher, i-au dat lui Christopher o altă șansă. Cu ajutorul lui Henric de Mecklenburg, Christopher s-a prezentat la Vordingborg cu 2.000 de cavaleri germani. Din păcate pentru Christopher, aceștia au fost înconjurați și forțați să se predea. După o revoltă țărănească în Iutlanda, care a fost zdrobită fără milă de către Contele Gerhard, țăranii din Skåne l-au rugat pe regele Magnus al IV-lea al Suediei să fie conducătorul lor. El a acceptat imediat și Danemarca a încetat să mai existe ca regat unit.
Christopher a fost restaurat ca rege danez în 1329 - 1330, ca și co-guvernator al Contelui Johan, însă de data aceasta fusese redus la rolul de marionetă încă de la început. Cele mai multe proprietăți ale sale au fost ipotecate iar el nu a avut nici o șansă să dețină puterea regală adevărată. În 1331, Christopher a încercat să folosească conflictul dintre Contele Gerhard și Johan pentru a adera însă totul s-a încheiat cu o înfrângere militară la Dannevirke. În conformitate cu termenii acordului dintre conți, lui Christopher i s-a permis să păstreze titlul de rege, dar în realitate nu deținea nici o putere. I s-a dat o casă simplă la Sakskøbing pe Lolland, însă aceasta a fost arsă de mercenarii germani. Christopher a fost întemnițat la Castelul Alholm din Lolland, unde a murit un om ruinat în anul următor.
La moartea sa, Danemarca încetat să mai fie un regat formal și pentru următorii opt ani, a fost supus mai multor credite ipotecare pentru guvernarea militară germană.

## Căsătoria și copii
Christopher a fost căsătorit cu Euphemia de Pomerania, cu care s-a căsătorit în 1300. Cei doi au avut împreună următorii copii:
- Margareta (1305–1340); căsătorită cu Ludovic al V-lea, Duce de Bavaria
- Eric 1307–1331); căsătorit cu Elizabeth de Holstein-Rendsburg
- Otto, Duce de Lollans și Estonia (1310 - 1347)
- Agnes, a murit tânără
- Heilwig
- Valdemar al IV-lea al Danemarcei (1320 - 1375)

Copii nelegitimi cu o amantă:
- Regitze Christofferdatter Løvenbalk
- Erik Christoffersen Løvenbalk